# Gazdasági Együttműködés Szervezete

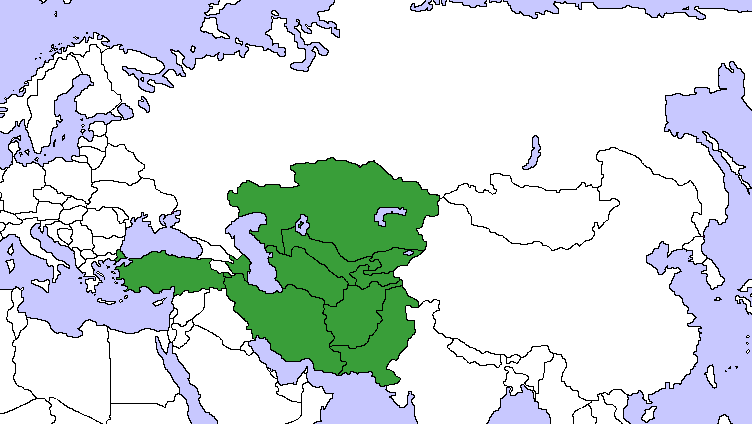
A Gazdasági Együttműködés Szervezetének tagállamai

A Gazdasági Együttműködés Szervezete (ECO) egy kormányközi nemzetközi szervezet, melynek tíz ázsiai tagja van. A fejlődés előmozdításának és a kereskedelem bővítésének kérdéseit vitatják meg ezen szervezeten belül. Tagja a szervezetnek Afganisztán, Azerbajdzsán, Irán, Kazahsztán, Kirgizisztán, Pakisztán, Tádzsikisztán, Törökország, Türkmenisztán és Üzbegisztán. A szervezet tagjainak közös célja egy, az Európai Unióéra hasonlító, a termékek és szolgáltatások szabad mozgását lehetővé tevő közös piac létrehozása Az ECO titkársága és kulturális központja Teheránban, gazdasági irodája Törökországban, tudományos részlege pedig Pakisztánban van.

## Történelme és szerepe
Az ECO egy 1985-ben alapított kormányközi regionális szervezet, melynek alapító tagjai Irán, Pakisztán és Törökország. Elsődleges célja a tagállamok közötti gazdasági, technikai és kulturális kapcsolatok fejlesztése volt. A szervezet az 1962-ben alapított Regionális Fejlesztési Szervezet utódja. Az előd 1979-ben fejezte be tevékenységét. 1992 végén t9bb országgal kibővült a szervezetet, s ekkor lett tag Afganisztán, Azerbajdzsán, Kazahsztán, Kirgizisztán, Tádzsikisztán, Türkmenisztán, és Üzbegisztán.
Az ECO jelentősége és szerepe növekszik. Azonban a szervezetnek kihívásokkal kell szembenéznie. Ezek közül a legfontosabb, hogy a tagországokban nincs megfelelő infrastruktúra és intézményrendszer, amit a szervezet megpróbál fejleszteni, hogy teljes mértékben kihasználják a régióban rejlő erőforrásokat, és hogy fenntartható fejlődést biztosítsanak a tagállamoknak.
A Gazdasági Együttműködés Szervezetének Kereskedelmi Egyezményét 2003. július 17-én Isztambulban írták alá.

## Felépítés
A következő részek léteznek:
- A Miniszterek Tanácsa, mely a szervezet politikájának kialakításáért a leginkább felelős. Tagjai a tagállamok külügyminiszterei vagy más miniszteri szintű tisztségviselők. Évente legalább egyszer üléseznek.
- Az Állandó Képviselők Tanácsa a másik kilenc országnak Iránba delegált nagykövetéből és az iráni külügyminisztériumból az ECO ügyeivel foglalkozó megbízottjából áll.
- Regionális Tervezés Tanácsa
- Az Általános Titkárság alatt hat iroda működik, melyeket közösen az általános titkár vezet.
  - Az iparral és mezőgazdasággal foglalkozóiroda
  - A kereskedelemmel és befektetésekkel foglalkozó iroda
  - Az energiával, ásványi anyagokkal és a környezettel foglalkozó iroda
  - A szállítással és kommunikációval foglalkozó iroda
  - A gazdasággal és statisztikával foglalkozó iroda
  - A kutatási programokkal foglalkozó iroda

Ezen felül további két speciális ügynökség és két regionális szervezet dolgozik az általános titkár felügyelete alatt.

## A Gazdasági Együttműködés Szervezetének Kereskedelmi és Fejlesztési Bankja
A Gazdasági Együttműködés Szervezetének Kereskedelmi és Fejlesztési Bankját (a bankot)a Gazdasági Együttműködés Szervezetének három alapító tagja, Irán, Pakisztán és Törökország hozta létre 2005-ben. Jegyzett tőkéje 300 millió SDR, amit a tagországok egyenlő arányban fizettek be. 2006 novemberétől a bank első elnökét Murat Ulus személyében Törökország adja. Őt követően felváltva adják a tagországok az elnököt, az első  ötéves  ciklus után négy-négy évre. A bank székhelye Törökországban, Isztambulban van.
Az ECO Kereskedelmi és Fejlesztési Bankjának fő célja a régión belüli kereskedelem bővítésének pénzügyi lehetőségekkel való támogatása és az ECO tagállamainak gazdasági fejlődésének elősegítése.

## A Gazdasági és Együttműködési Szervezet Kulturális Intézete
Az ECO Kulturális Intézete (ECI) segíti és előmozdítja a tagállamok gazdag kulturális örökségének megóvását és megértését. Ehhez a médiával, irodalommal, művészettel, filozófiával, sporttal és oktatással foglalkozó közös programokat szervez.
Az ECI Alapító Okiratát 1995 márciusában Isztambulban írták alá.

## Kapcsolata más szervezetekkel
Az ECO minden tagja egyben az Iszlám Konferencia Szervezetének is tagja, s az ECO-nak 1995 óta megfigyelői jogállása van az OIC-on belül. (OIC),

## Külső hivatkozások
- Az ECO hivatalos honlapja
- Az ECO Kulturális Intézete
- Az ECO Kereskedelmi és Fejlesztési Bankja